# 巴伐利亞林山國家公園

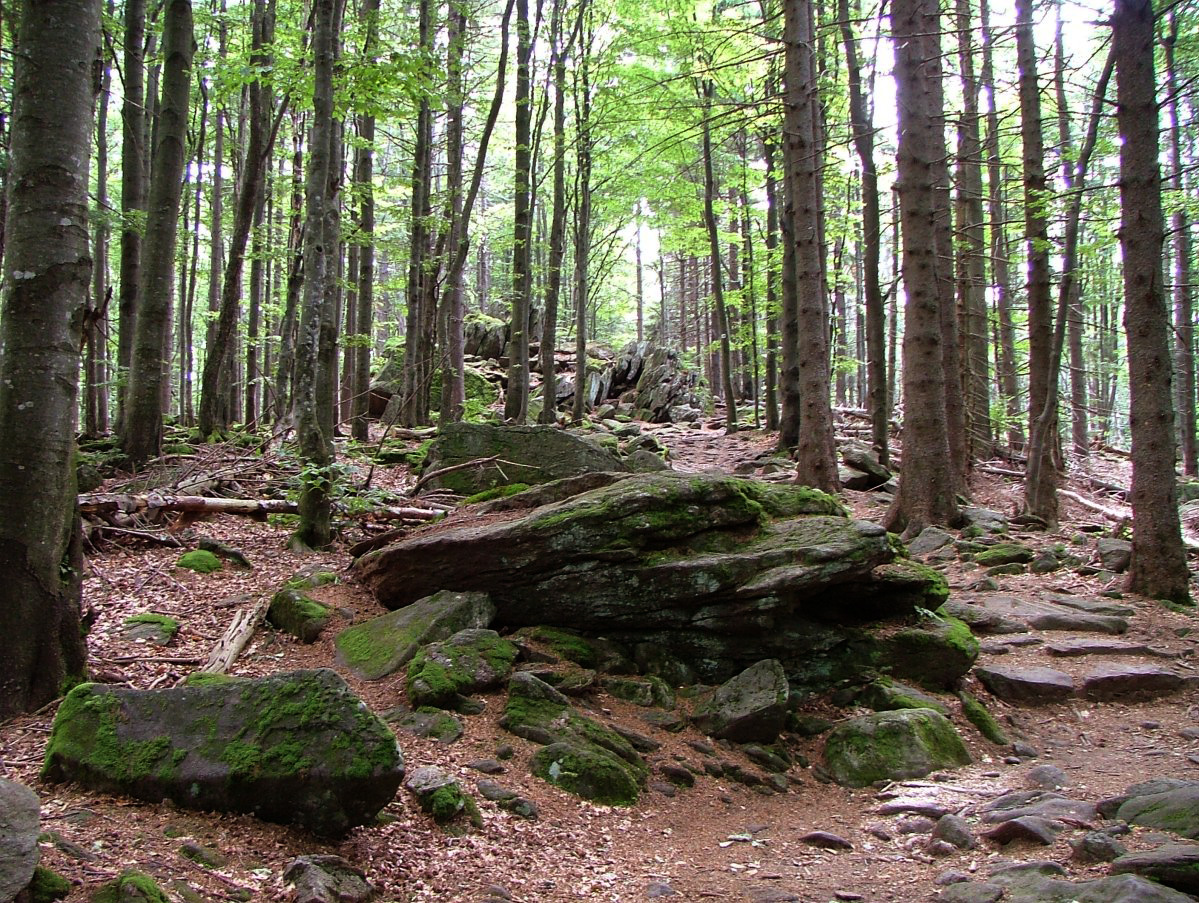

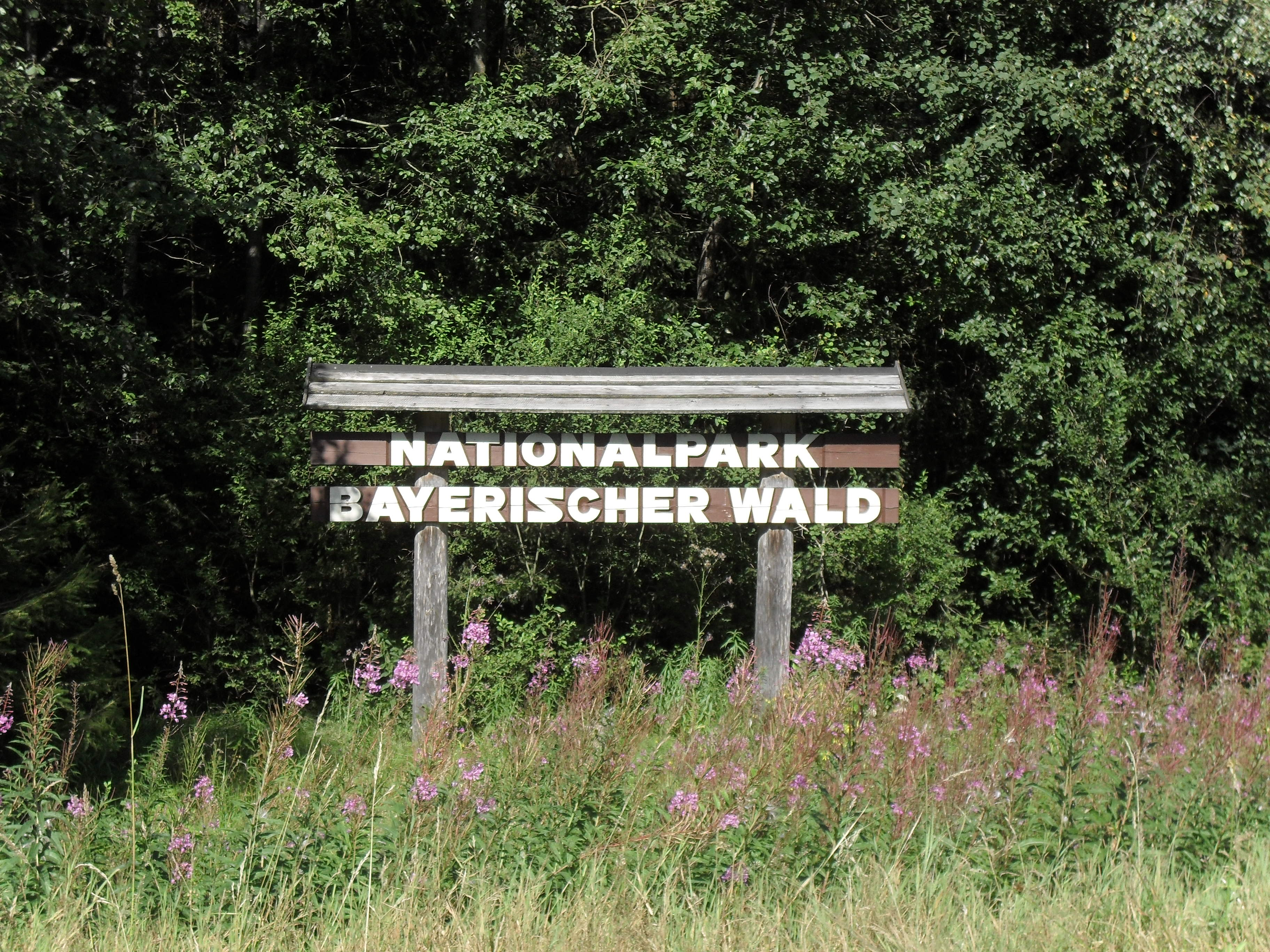

巴伐利亞林山國家公園（德語：Nationalpark Bayerischer Wald）是德國巴伐利亚林山的國家公園，位於該國東南部，毗鄰與捷克接壤的邊境，始建於1970年10月7日，面積242平方公里，海拔高度約1,000米。

## 外部連結
- Website of the National Park Authority
- Lynx project by the National Park Authority
- Landscape fact file by the Bundesamt für Naturschutz: 40300 Hinterer Bayerischer Wald

48°58′N 13°23′E / 48.967°N 13.383°E